# Abacetus ituriensis
Abacetus ituriensis es una especie de escarabajo terrestre de la subfamilia Pterostichinae.  Fue descrito por Straneo en 1956. 